# Església de la Santa Creu de Telovani
L'església de la Santa Creu de Telovani (en georgià: თელოვნის ჯვარპატიოსნის ეკლესია) és una església ortodoxa georgiana dels segles VIII al IX al municipi de Mtskhetha, a la regió oriental de Mtskhetha-Mtianeti, Geòrgia. L'interior conté pintures murals ara molt danyades, inclosa una de les primeres representacions georgianes de Mandylion. L'església està inscrita en la llista dels Monuments Culturals destacats de Geòrgia.

## Situació
L'església de la Santa Creu es troba al municipi de Mtskhetha, a uns 3 km a l'est del llogaret de Ksovrisi, al territori de l'ara extint assentament de Telovani.

## Descripció
L'edifici, que fa 9,7 m × 10,5 m, es va establir en un pla «tripetxinal», amb els transversals molt més estrets i baixos que l'altar i l'ala occidental. Això fa que l'edifici sigui allargat a l'eix est-oest. Construïda principalment de llambordins; la pedra calcària revestida i blocs de travertí s'utilitzen en elements estructurals i decoratius importants. Es pot accedir a l'edifici a través de tres portes, totes a l'ala occidental. L'absis, sobresortint del santuari, està flanquejat per dues cambres dels summes sacerdots. La transició de l'àrea rectangular al cercle de la cúpula es realitza mitjançant trompes. El tambor de la cúpula és octogonal, perforat amb quatre finestres i adornat amb arcs. Tant les parets exteriors com les interiors estaven enlluïdes. L'església va ser reparada de manera substancial i un campanar va ser annexat al mur oest al segle xviii. La restauració sistemàtica va tenir-ne lloc entre 1952 i 1954, i novament el 2007.
L'interior de l'església té fragments de pintura al fresc dels segles IX i X, estan molt danyats, inclosa una imatge de Mandylion, etiquetada com a «Santa Faç de Déu» i envoltat pels apòstols, sobre la finestra de l'absis. La imatge pot haver estat influïda per la llegenda d'Abgar —segons la tradició cristiana, n'hi havia una suposada correspondència i intercanvi de cartes entre Jesucrist amb el rei Abgar V d'Edessa d'Osroene— i haver influït en les representacions georgianes del Mandylion en els segles següents.